# Irmos

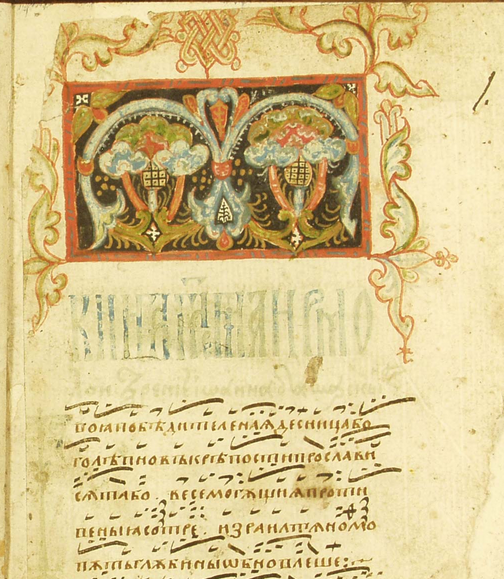
Irmos

Un irmos ou "heirmos" (Grec ancien ἑἱρμός, « lien, enchaînement », pl. ἑἱρμόι) est, dans la tradition liturgique byzantine, la strophe (tropaire) initiale d'une ode du canon. L'irmos établit un lien entre le cantique biblique sur lequel est fondée l'ode et le sujet du canon. 
La métrique et la mélodie de l'irmos sont déclinées dans les tropaires subséquents de l'ode. Lorsqu'on chante plusieurs canons lors d'un office (comme lors l'Orthros), seul l'irmos du premier canon est chanté, mais les irmos des canons suivants doivent être connus, afin d'en déterminer la métrique et la mélodie ; aussi, l'irmos est toujours noté, même dans les canons où il n'est jamais chanté. Dans la liturgie russe, seul le premier irmos est chanté, le reste de l'ode étant simplement lu. Dans les paroisses grecques, les tropaires qui suivent sont souvent purement et simplement ignorés.
À la fin d'une ode, l'irmos peut être répété ou bien il peut être prescrit de chanter un autre irmos pour revenir au thème initial du cantique. Cet irmos est alors appelé catabase.
Dans la Divine Liturgie, l'irmos est synonyme de chant à la Vierge, exécuté au début de la prière d'intercession. 